# Vecchia che frigge le uova
Vecchia che frigge le uova, noto anche come La friggitrice, è un dipinto a olio su tela (100,5x119,59 cm) realizzato nel 1618 dal pittore Diego Velázquez. È conservato nel National Gallery of Scotland di Edimburgo.
Questo quadro rappresenta una scena di vita quotidiana.